# MG5
De MG5 is een elektrische stationwagen van automerk MG uit China. De MG5 is naast de MG ZS EV en de MG Marvel R de derde elektrische auto van MG voor de Europese markt.

## Specificaties
Gegevens van de 'Electric Standard Range'-uitvoering.

### Vervoer
De auto biedt 5 zitplaatsen, waarvan 2 geschikt zijn voor Isofix-kinderzitjes. Er is standaard 479 liter kofferbakruimte beschikbaar, die uitgebreid kan worden tot maximaal 1367 liter. De auto heeft dakrails, die een maximale daklast van 75 kg aankunnen. Verder is de auto voorzien van een trekhaak, waarmee maximaal 500 kg getrokken mag worden. De maximale verticale kogeldruk is 50 kg. 

### Accu
De auto heeft een 50,3 kWh grote tractiebatterij waarvan 46 kWh bruikbaar is. Dit resulteert in een WLTP-gemeten actieradius van 320 km, wat neerkomt op 260 km in de praktijk.

### Opladen
De accu van de auto kan standaard worden opgeladen via een Type 2-connector met laadvermogen van 11 kW door gebruik van 3-fase 16 ampère, waarmee de auto in 5 uur van 0 % naar 100 % geladen kan worden. Bij gebruik van een snellader met een CCS-aansluiting kan een laadsnelheid van maximaal 87 kW worden bereikt, waarmee de auto in minimaal 34 minuten van 10 % naar 80 % geladen kan worden, wat neerkomt op een snellaadsnelheid van 320 km/u. 

### Prestaties
De elektronische aandrijflijn van de auto kan 130 kW of 177 pk aan vermogen leveren, waarmee de auto met 280 Nm koppel in 8,5 seconden kan optrekken van 0 naar 100 km/u. De maximale snelheid die bereikt kan worden is ongeveer 185 km/u. 